# Sundbyfoss
Sundbyfoss is een plaats in de Noorse gemeente Holmestrand in de provincie Vestfold. Sundbyfoss telt 564 inwoners (2007) en heeft een oppervlakte van 0,53 km².